# فينوس أمام المرآة (لوحة)
فينوس أمام المرآة (بالاسبانية: La Venus del espejo) (المعروفة أيضًا باسماء: حمام فينوس، روكبي فينوس، فينوس وكوبيد) هي لوحة زيتية بريشة الفنان الأسباني دييغو فيلاسكيز، الفنان البارز في العصر الذهبي الإسباني. اكتمل العمل بين عامي 1647 و1651 ،  وربما تم رسمه أثناء زيارة الفنانة لإيطاليا، يصور العمل الإلهة فينوس في وضع حسي، مستلقية على سرير وتنظر إلى مرآة يحملها إله الحب الجسدي لدى الرومان، ابنها كيوبيد. اللوحة ضمن مجموعة المعرض الوطني بلندن.
تم الاستشهاد بالعديد من الأعمال من الباروكية القديمة، كمصادر إلهام لفيلاسكيز. كانت فينوس العارية للرسامين الإيطاليين، مثل لوحة فينوس النائمة لجورجونيه (1510) ولوحة تيتيان فينوس المستلقية (1538)، هي السوابق الرئيسية. في هذا العمل، جمع فيلاسكيز بين وضعيتين ثابتتين لفينوس الأولى فينوس مستلقي على أريكة، والثانية فينوس تحدق في المرآة. غالبًا ما توصف بأنها تنظر إلى نفسها في المرآة، على الرغم من أن هذا الامر مستحيل ماديًا لأن المشاهدين يمكنهم رؤية وجهها ينعكس في اتجاههم. تُعرف هذه الظاهرة «بتأثير فينوس». تمثل اللوحة من نواحٍ عدة خروجًا تصويريًا، من خلال استخدامها المركزي للمرآة، ولأنها تُظهر جسد فينوس مبتعدًا عن مراقب اللوحة.
فينوس أمام المرآة هي اللوحة الوحيدة الباقية التي تصور امرأة عارية للفنان فيلاسكيز. كان العراة نادرة للغاية في الفن الإسباني في القرن السابع عشر،  والذي تم مراقبته بنشاط من قبل أعضاء محاكم التفتيش الإسبانية. على الرغم من ذلك، تم جمع عراة من قبل فنانين أجانب بعناية من قبل دائرة المحكمة، وتم تعليق هذه اللوحة في منازل الحاشية الإسبانية حتى عام 1813 ، عندما تم إحضارها إلى إنجلترا للتعليق في روكبي بارك، يوركشاير. في عام 1906 ، تم شراء اللوحة من قبل الصندوق الوطني للمجموعات الفنية للمعرض الوطني، لندن. على الرغم من تعرضه للهجوم والتلف الشديد في عام 1914 من قبل ماري ريتشاردسون، فإنه سرعان ما تم ترميمه بالكامل وعاد للعرض.

## ألوحة

### الوصف

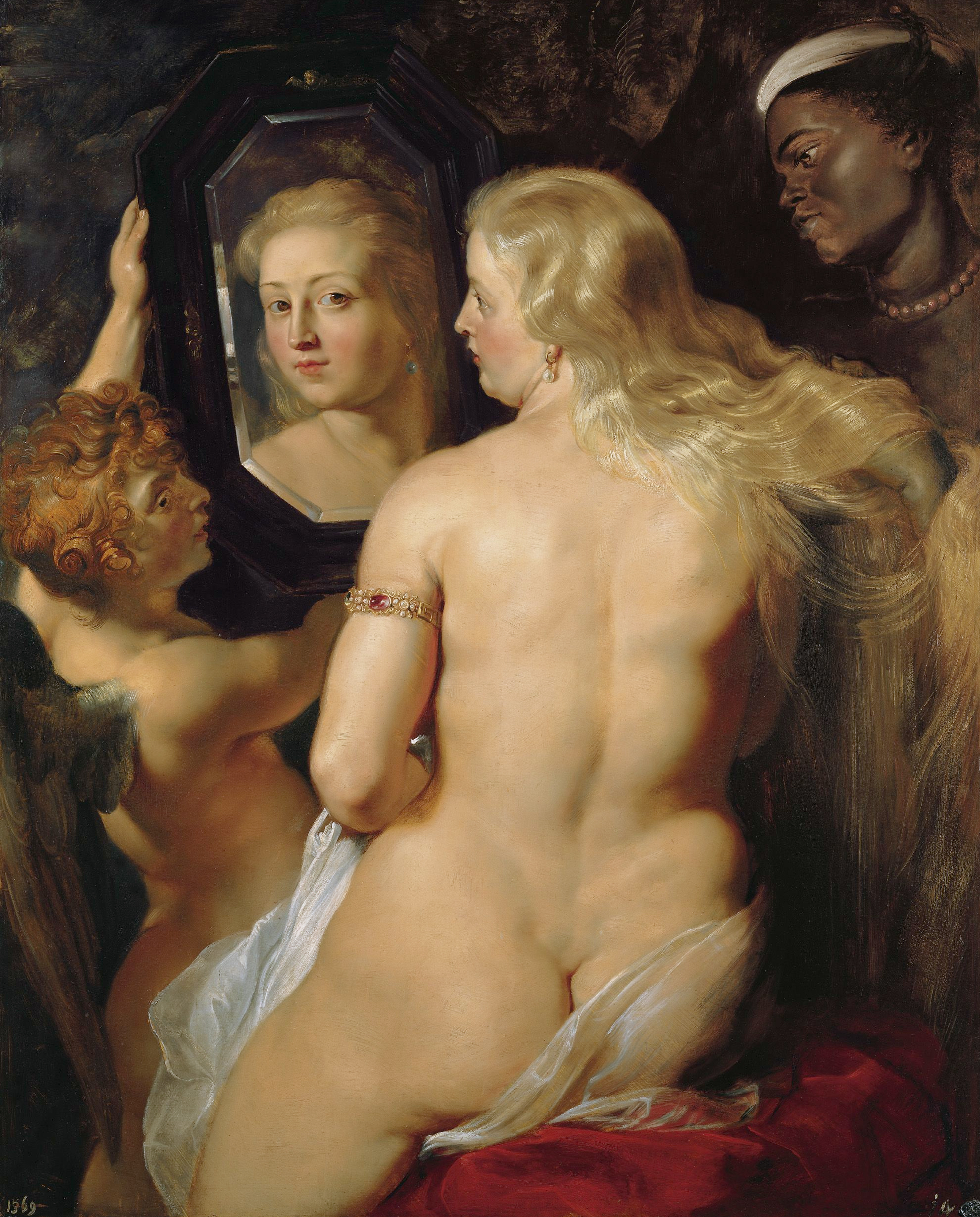
فينوس بيتر بول روبنز في المرآة، بين عامي 1614 و1615 ، تُظهر الإلهة بشعرها الأشقر التقليدي. كما هو الحال مع فينوس في فيلاسكيز ، فإن صورة الإلهة المنعكسة لا تتطابق مع ذلك الجزء من وجهها المرئي على القماش. على النقيض من شكل روبنز المثالي الفاتن و «المستدير»، رسم فيلاسكيز فينوس كشخصية أنثوية أكثر رشاقة.

تصور فينوس أمام المرآة إلهة الحب والجمال والخصوبة الرومانية مستلقية على فراشها بهدوء، وظهرها إلى المشاهد. في العصور القديمة، كان تصوير فينوس من الخلف فكرة شهوانية بصرية وأدبية شائعة  - وركبتيها مطوي. يتم عرضها بدون الأدوات الأسطورية التي يتم تضمينها عادة في تصوير المشهد؛ المجوهرات والورود والآس كلها غائبة. على عكس معظم الصور السابقة للإلهة، والتي تظهرها بشعر أشقر، فإن فينوس لفيلاسكيز هي امرأة سمراء. يمكن التعرف على شخصية الأنثى على أنها فينوس بسبب وجود ابنها كيوبيد.
تحدق فينوس في المرآة التي يحملها كيوبيد، الذي ليس لديه القوس والسهام المعتادان. عندما جرد العمل لأول مرة، وُصف بأنه «امرأة عارية»، ربما بسبب طبيعته المثيرة للجدل. فينوس تنظر إلى الخارج إلى عارض اللوحة  من خلال صورتها المنعكسة في المرآة. ومع ذلك، فإن الصورة غير واضحة وتكشف فقط عن انعكاس غامض لخصائص وجهها؛ الصورة المنعكسة للرأس أكبر بكثير مما ستكون عليه في الواقع. تكهنت الناقد ناتاشا والاس بأن وجه فينوس غير الواضح قد يكون مفتاح المعنى الأساسي للوحة، من حيث أنه «ليس المقصود منها أن تكون عارية لأنثى محددة، ولا حتى لتصوير فينوس، ولكن كصورة للذات. تمتص الجمال.»  وفقًا لوالاس، «لا يوجد شيء روحي فيما يتعلق بالوجوه أو الصورة. الإعداد والوضعية الكلاسيكية في أللوحة هو عذراً للجنسية الجمالي المادي للغاية - ليس الجنس في المفهوم المتعارف عليه، ولكن تقديرًا للجمال والأنجذاب الذي يصاحبه.»
شرائط من الحرير الوردي المتشابكة ملفوفة فوق المرآة وتلتف حول إطارها. كانت وظيفة الشريط موضوع الكثير من الجدل من قبل مؤرخي الفن. تتضمن الاقتراحات إشارة إلى القيود التي استخدمها كيوبيد لربط العشاق، وأنه تم استخدامه لتعليق المرآة، وأنه تم استخدامه لتعصيب عينين الزهرة قبل لحظات. الناقد جوليان جاليغو وجد تعبيرات وجه كيوبيد حزينة للغاية لدرجة أنه فسر الشرائط على أنها أغلال تربط الإله بصورة الجمال، وأعطى اللوحة عنوان «عمر غزاها الجمال».
طيات ملاءات السرير تعكس الشكل المادي للإلهة فينوس، ويتم تقديمها للتأكيد على المنحنيات الكاسحة لجسدها. تستخدم التركيبة بشكل أساسي ظلال من اللون الأحمر والأبيض والرمادي، والتي تستخدم حتى في رسم جلد فينوس؛ على الرغم من الإشادة بتأثير نظام الألوان البسيط هذا، فقد أظهر التحليل الفني الأخير أن الورقة الرمادية كانت في الأصل «بنفسجي غامق»، وقد تلاشت الآن. الألوان المضيئة المستخدمة في رسم جلد فينوس تتناقض مع اللون الرمادي الداكن والأسود للحرير الذي ترقد عليه، ومع الجدار البني خلف وجهها.

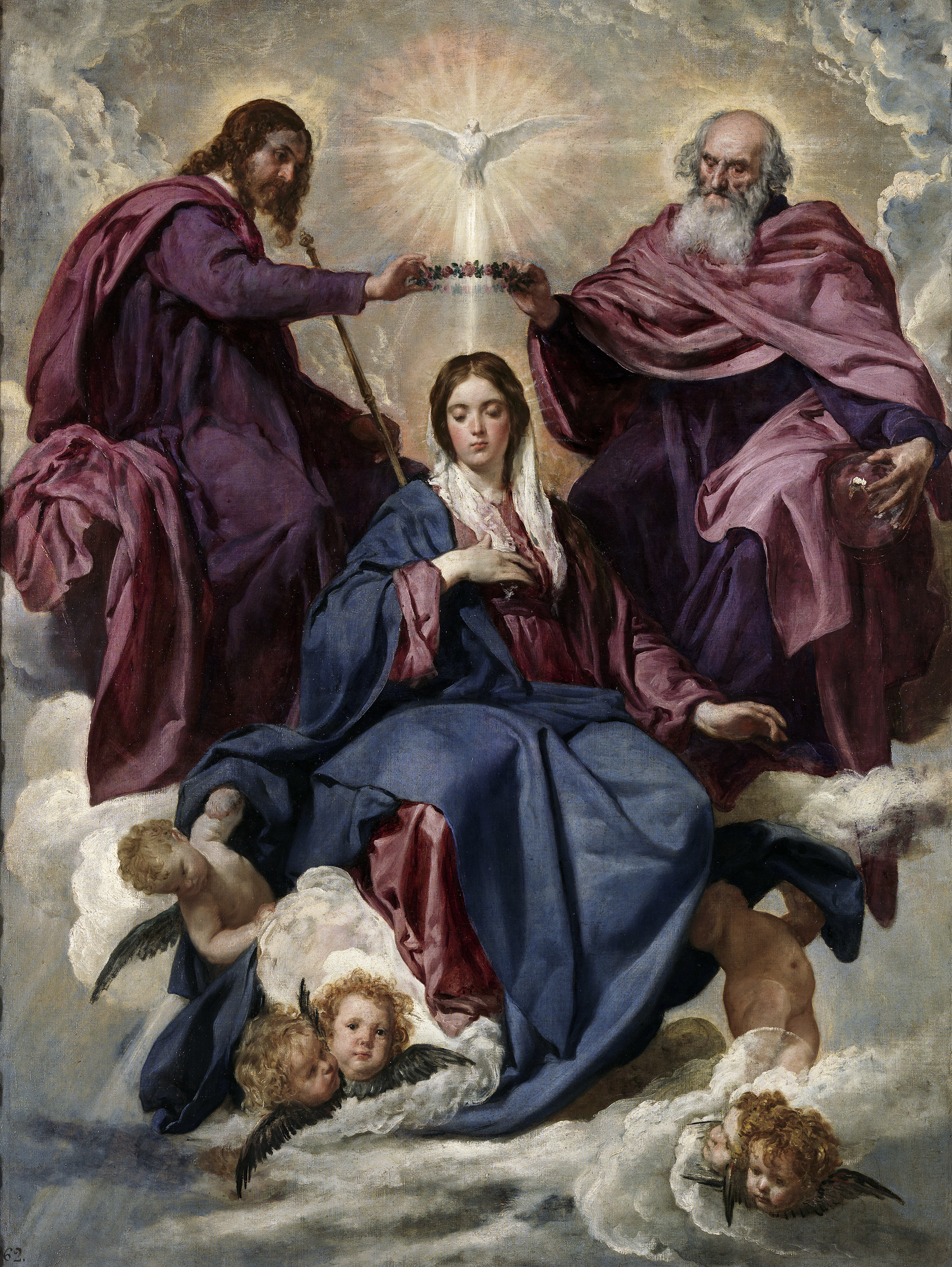
تتويج للعذراء بريشة فيلاسكيز ، 1641-1642. تم اقتراح بأن النموذج المستخدم لرسم العذراء هنا هو نفس النموذج المستخدم في لرسم فينوس.

فينوس أمام المرآة هي اللوحة الوحيدة الباقية التي تصور امرأة عارية للفنان فيلاسكيز، لكن تم تسجيل ثلاثة أخرى للفنان في قوائم الجرد الإسبانية في القرن السابع عشر. تم ذكر اثنين في المجموعة الملكية، لكن ربما فقدا في حريق عام 1734 الذي دمر القصر الملكي الرئيسي في مدريد. تم تسجيل واحدة أخرى في مجموعة (دومينغو غيرا كورونيل). تذكرها هذه السجلات تحت عنوان «فينوس المستلقية»، فينوس وأدونيس، وفينوس وكيوبيد.
على الرغم من أنه يُعتقد على نطاق واسع أن العمل قد تم رسمه من الحياة، إلا أن هوية النموذج المستخدم لرسم فينوس تخضع للكثير من التكهنات. في إسبانيا المعاصرة، كان من المقبول أن يستخدم الفنانون نماذج ذكور عارية للدراسات؛ ومع ذلك، فإن استخدام نماذج أناث عارية كان مستهجنًا. يُعتقد أن اللوحة قد نُفِّذت خلال إحدى زيارات فيلاسكيز إلى روما، ولاحظ أن الفنان في روما «عاش حقًا حياة من الحرية الشخصية الكبيرة والتي قد تتفق مع فكرة استخدامه لنموذج أنثى عارية.». كذلك قد زُعم أن اللوحة تصور عشيقة، من المعروف أن فيلاسكيز كان له أثناء وجودها في إيطاليا، والتي من المفترض أن تكون قد أنجبت طفله. ادعى آخرون أن النموذج هو نفسه النموذج المستخدم لرسم العذراء في لوحة «تتويج العذراء» والنموذج المستخدم في لوحة «أسطورة أراكني»، في متحف ديل برادو، وأعمال أخرى.
تم تغيير أشكال كل من فينوس وكوبيد بشكل كبير أثناء عملية الرسم، نتيجة لتصحيح الفنان للخطوط كما تم رسمها في البداية. يمكن رؤية بنتيمنتو (مصطلح في الرسم يعبر عن وجود أو ظهور صور وأشكال وضربات فرشاة سابقة تم تغييرها أو الرسم عليها) موجودة في ذراع فينوس المرتفعة، في موضع كتفها الأيسر، وعلى رأسها. تكشف الأشعة تحت الحمراء أنها ظهرت في الأصل أكثر استقامة مع توجيه رأسها إلى اليسار. يبدو أن المنطقة الموجودة على يسار اللوحة، الممتدة من قدم فينوس اليسرى إلى قدم كيوبيد اليسرى وساقه اليسرى، غير مكتملة على ما يبدو، ولكن هذه الميزة تظهر في العديد من الأعمال الأخرى التي قام بها فيلاسكيز وربما كانت متعمدة. تم تنظيف اللوحة وترميمها بشكل كبير في 1965-1966 ، مما أظهر أنها في حالة جيدة، مع القليل جدًا من الطلاء الذي تمت إضافته لاحقًا من قبل فنانين آخرين، على عكس ما أكده بعض الكتاب السابقين.

### ألالهام

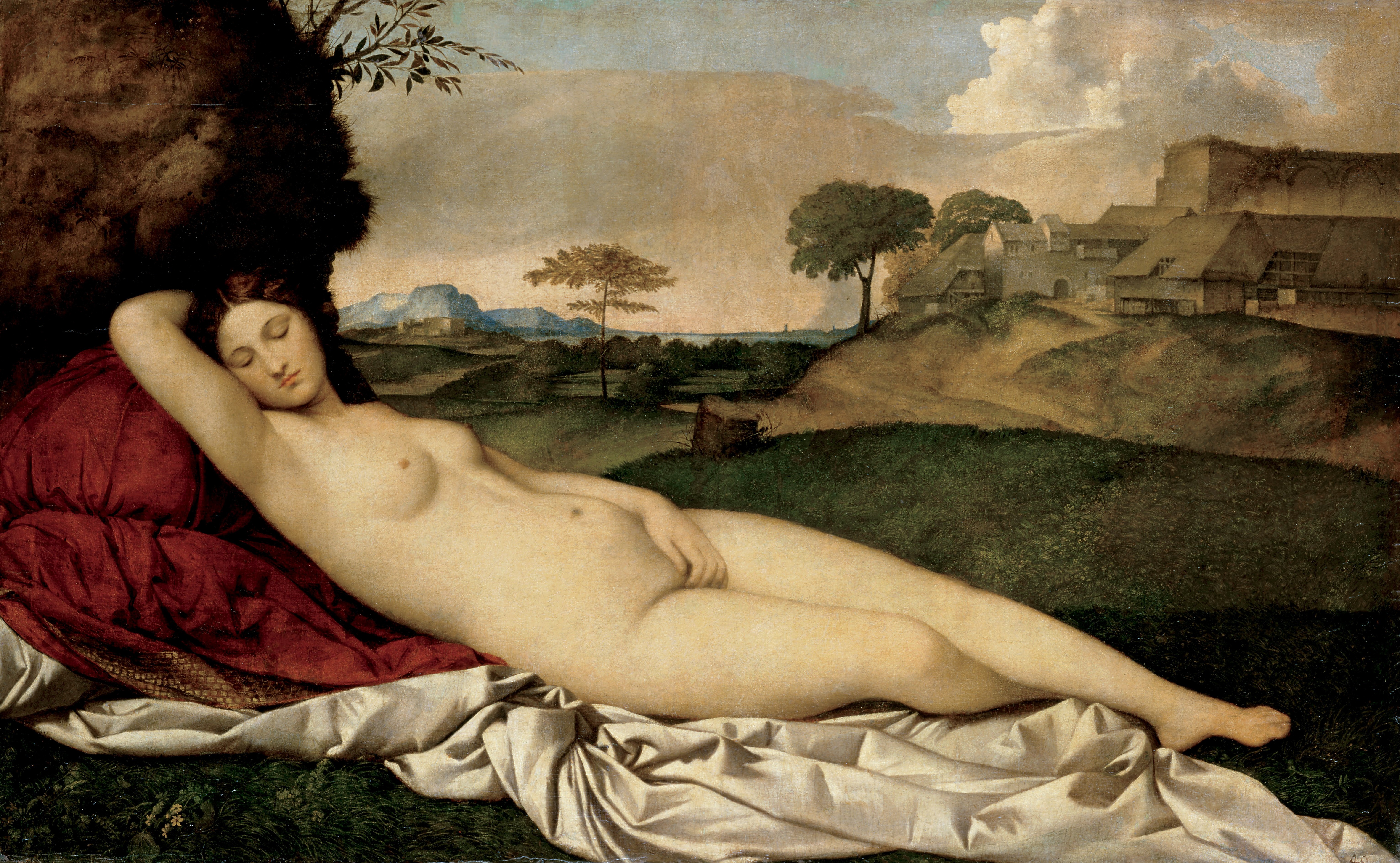
جورجوني ، فينوس النائمة، 1510. يُظهر جورجوني فينوس وهي نائمًا على منسوجات فاخرة في مكان خارجي مقابل منظر طبيعي. كما هو الحال مع فينوس الخاصة بفيلاسكيز ، رسم جورجوني، ضد التقاليد، فقد صور فينوس كامرأة سمراء.

كانت لوحات العراة التي تصور فينوس للفنانين الإيطاليين، وخاصة فناني البندقية، تؤثر على فيلاسكيز. ومع ذلك، فإن نسخة فيلاسكيز، وفقًا لمؤرخ الفن أندرياس براتر، «تمثل مفهوم بصري مستقل للغاية له العديد من السلائف، ولكن ليس له نموذج مباشر؛ وقد سعى العلماء لربطها باعمال أخرى عبثًا». ومن بين الوحات التي قد تكون ألهمت فيلاسكيز اللوحات المختلفة لفنان البندقية تيتيان للالهه فينوس، مثل لوحة «فينوس وكيوبيد مع الحجل»، «وفينوس وكيوبيد مع عازف الأرغن»، ولا سيما لوحة «فينوس المستلقية». وفينوس المستلقية لبالما فيكيو؛ ووفينوس النائمة لجورجوني. وكلها تظهر الإله مستلقًا على المنسوجات الفاخرة، على الرغم من أنه في إعدادات المناظر الطبيعية في العملين الأخيرين. استوحى استخدام المرآة الموضوعة مركزيًا من رسامي عصر النهضة الإيطالي العالي، بما في ذلك تيتيان وجيرولامو سافولدو ولورنزو لوتو، الذين استخدموا المرايا كبطل نشط، على عكس أكثر من مجرد دعامة أو ملحق في الفضاء التصويري. قام كل من تيتيان وبيتر بول روبنز بالفعل برسم فينوس تنظر إلى المرآة، وبما أن كلاهما كان له علاقات وثيقة بالمحكمة الإسبانية، فإن أمثلتهما كانت مألوفة لدى فيلاسكيز. ومع ذلك، فإن «هذه الفتاة ذات الخصر الصغير والورك البارز، لا تشبه العراة الإيطالية الأكثر اكتمالاً والأكثر استدارةً والمستوحاة من المنحوتات القديمة مثل تماثيل الالهه افردايتي».

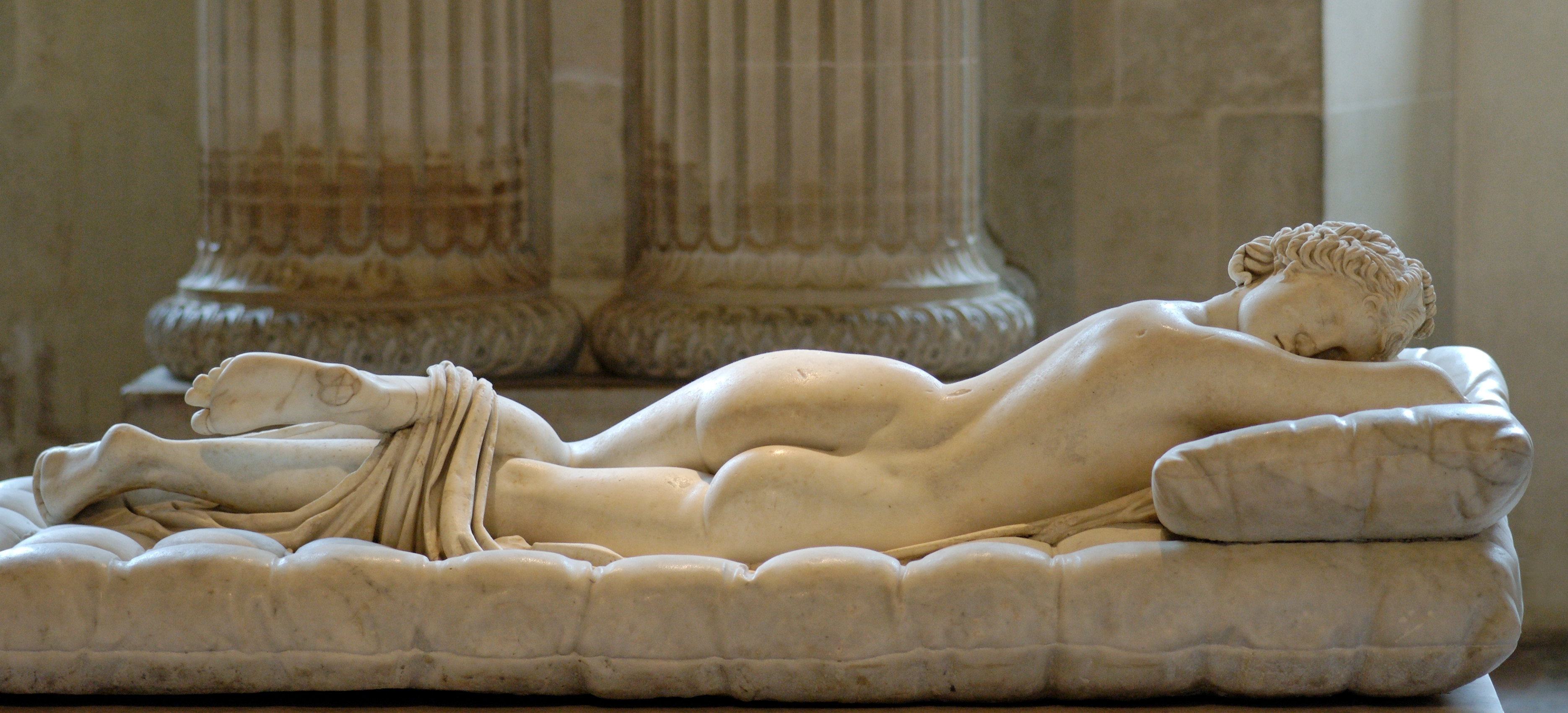
الخنثى النائم، نسخة رومانية قديمة، تم التنقيب عنها حوالي 1608، من أصل هلنستي موجود الآن في متحف اللوفر. عندما كان في روما ، طلب فيلاسكيز صب البرونز لانشاء نسخ لمدريد.

يكمن أحد ابتكارات فينوس أمام المرآة، عند مقارنته بلوحات عارية مفردة كبيرة أخرى، في حقيقة أن فيلاسكيز يصور منظرًا خلفيًا لموضوعه الذي تم إبعاده عن المشاهد. كانت هناك سوابق لهذا الأسلوب في مطبوعات نقاشين عصر النهضه من امثال جوليو كامباجنولا،  أغوستينو فينيزيانو، هانز سيبالد بيهام وثيودور دي بري،  بالإضافة إلى المنحوتات الكلاسيكية المعروفة لفيلاسكيز، والتي صنعت منها قوالب لمدريد. الآن في قصر بيتي، ولكن بعد ذلك في روما، والتي طلب فيلاسكيز تشكيلها للمجموعة الملكية في 1650-1651 المبنية على تمثال الخنثى النائم، الآن في متحف اللوفر، الذي تم إرسال فريق عمل منه إلى مدريد،  والذي يؤكد أيضًا على الانحناء من الورك إلى الخصر. ومع ذلك، كان مزيج العناصر في تكوين فيلاسكيز للوحة أصليًا.
ربما كان القصد من فينوس أمام المرآة أن يكون قلادة على لوحة فينيسية تعود للقرن السادس عشر بعموان «فينوس الراقد» (والذي يبدو بانه بني علي هيئة الالهه داناي) في منظر طبيعي، في نفس الوضع، لكن تُرى فينوس من الأمام. من المؤكد أنه تم تعليق الاثنين معًا لسنوات عديدة في إسبانيا عندما كان في مجموعة جاسبار مينديز دي هارو؛ ولكن في أي وقت تم إقرانهما في البداية غير مؤكد.

## العري في إسبانياالقرن السابع عشر

فينوس مع مرآة بريشة تيتيان حوالي 1555 ، هو مثال مبكر على فينوس التي صورت في مرحاضها مع كيوبيد. لكن في هذه اللوحة، تجلس فينوس في وضع مستقيم.

تم تثبيط رسم العراة رسميًا في إسبانيا في القرن السابع عشر. بحيث يمكن مصادرة الأعمال أو إعادة رسمها حسب طلب محاكم التفتيش، وغالبًا ما يتم حرمان الفنانين الذين رسموا أعمالًا فاضحة أو غير أخلاقية من خلال تغريمهم أو نفيهم من إسبانيا لمدة عام. ومع ذلك، في الدوائر الفكرية والأرستقراطية، كان يُعتقد أن أهداف الفن تحل محل أسئلة الأخلاق، وكان هناك العديد من العراة الأسطورية بشكل عام، في المجموعات الخاصة.
كان راعي فيلاسكيز، الملك فيليب الرابع المحب للفن، يمتلك عددًا من أللوحات العارية لتيتيان وروبنز، ولم يكن لدى فيلاسكيز، بصفته رسامًا للملك، يخشى رسم مثل هذه اللوحات. كان الجامعون البارزون، بمن فيهم الملك، يميلون إلى الاحتفاظ بالعراة، العديد من الأسطورية، في غرف خاصة نسبيًا؛  في حالة فيليب «الغرفة التي يجلس فيها جلالة الملك بعد تناول الطعام»، والتي تحتوي على أعمال تيتيان التي ورثها عن فيليب الثاني، وأعمال روبنز التي كان قد كلفها بنفسه. خلال فترو حكم فيليب الرابع «تم تقدير الرسم بشكل عام، والعراة بشكل خاص، ولكن ... في نفس الوقت، مارست ضغطًا لا مثيل له على الفنانين لتجنب تصوير الجسد البشري العاري».
كان الموقف الإسباني المعاصر تجاه لوحات العراة فريدًا في أوروبا. على الرغم من أن هذه الأعمال كانت موضع تقدير من قبل بعض الخبراء والمثقفين داخل إسبانيا، إلا أنها عوملت بشكل عام بشك. كانت النساء يرتدين خطوط العنق المنخفضة بشكل شائع خلال تلك الفترة، ولكن وفقًا لمؤرخة الفن زاهيرة فيليز، «لن تسمح رموز اللياقة التصويرية بسهولة لرسم سيدة معروفة بهذه الطريقة». بالنسبة للإسبان في القرن السابع عشر، كانت قضية العراة في الفن مرتبطة بمفاهيم الأخلاق والسلطة والجماليات. ينعكس هذا الموقف في أدب العصر الذهبي الإسباني، في أعمال مثل مسرحية لوبي دي فيغا، والتي تصور الأرستقراطي الذي يرتكب جريمة الاغتصاب بعد مشاهدة شخصية ترتدي ملابس ضيقة في لوحة أسطورية لمايكل أنجلو.

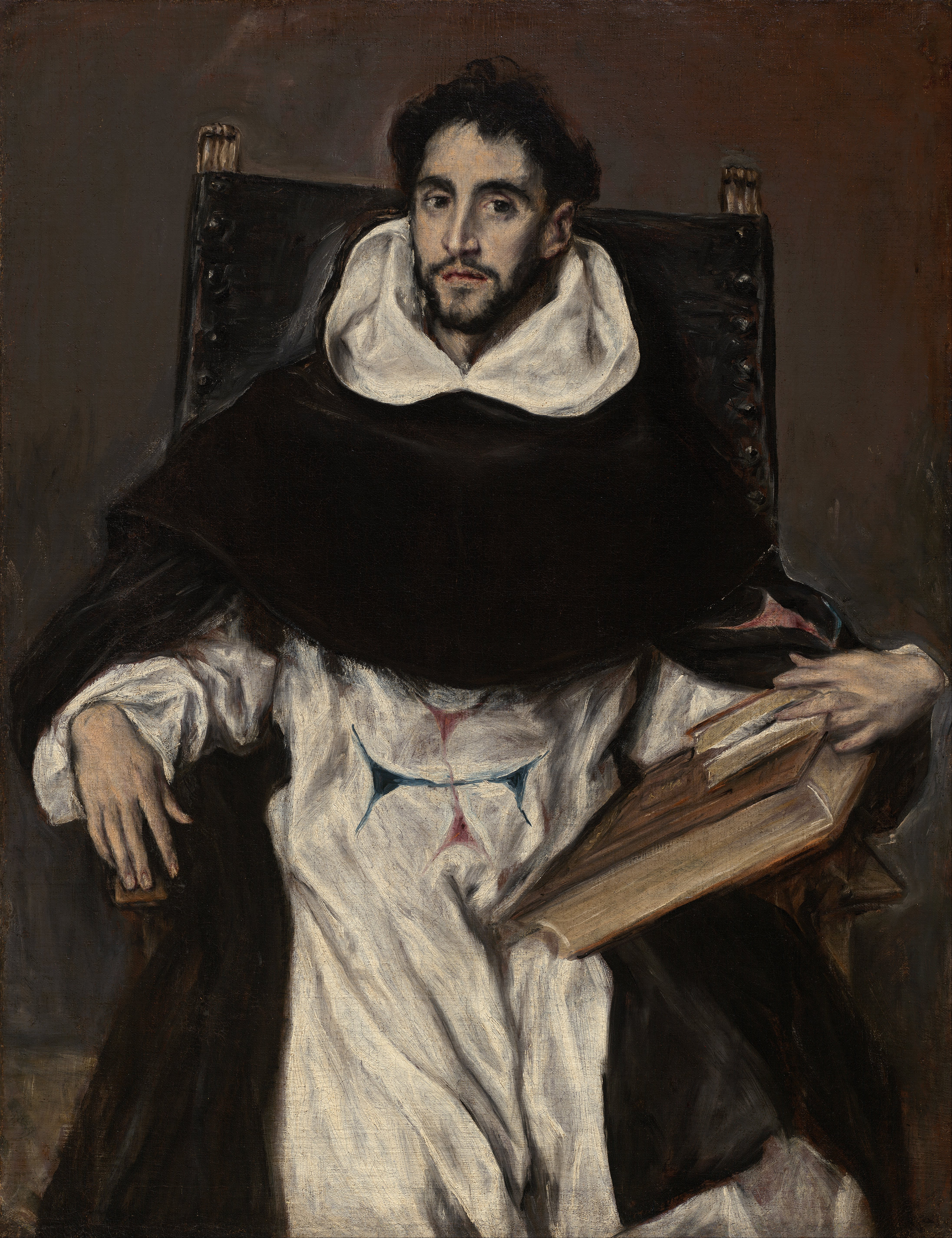
لوحة بورترية بريشة إل غريكو من عام 1609 لـ هورتينسيو فيليكس بارافيسينو، الذي دافع عن تدمير جميع اللوحات العارية.

في عام 1632 ،  نُشر كتيب مجهول - منسوب إلى البرتغالي فرانسيسكو دي براغانزا - بعنوان «نسخة من الآراء والرقابة من قبل الآباء الأكثر احترامًا وكبار الأساتذة في جامعات سالامانكا وألكالا المرموقة، وعلماء آخرون حول موضوع إساءة استخدام الأشكال واللوحات الفاسقة وغير المحتشمة، وهي خطيئة مميتة يتم رسمها ونحتها وعرضها حيث يمكن رؤيتها». تمكنت بلاط فيليب الرابع من ممارسة الضغط المضاد، ولم تُنشر قط قطعة للشاعر والخطيب الشهير هورتينسيو فيليكس بارافيسينو، والتي اقترح فيها تدمير جميع اللوحات العارية، وكُتبت لتضمينها في الكتيب. كان بارافيسينو خبيرًا في الرسم، ولذلك آمن بقوتها وقال: «أفضل اللوحات هي أكثرها تهديداً، احرقوا أفضلها». كما يظهر من عنوان الكتيب، جادل براغانزا فقط بأن مثل هذه الأعمال يجب أن تبقى بعيداً عن انظار العامة، كما كان هو الحال في الغالب في إسبانيا.

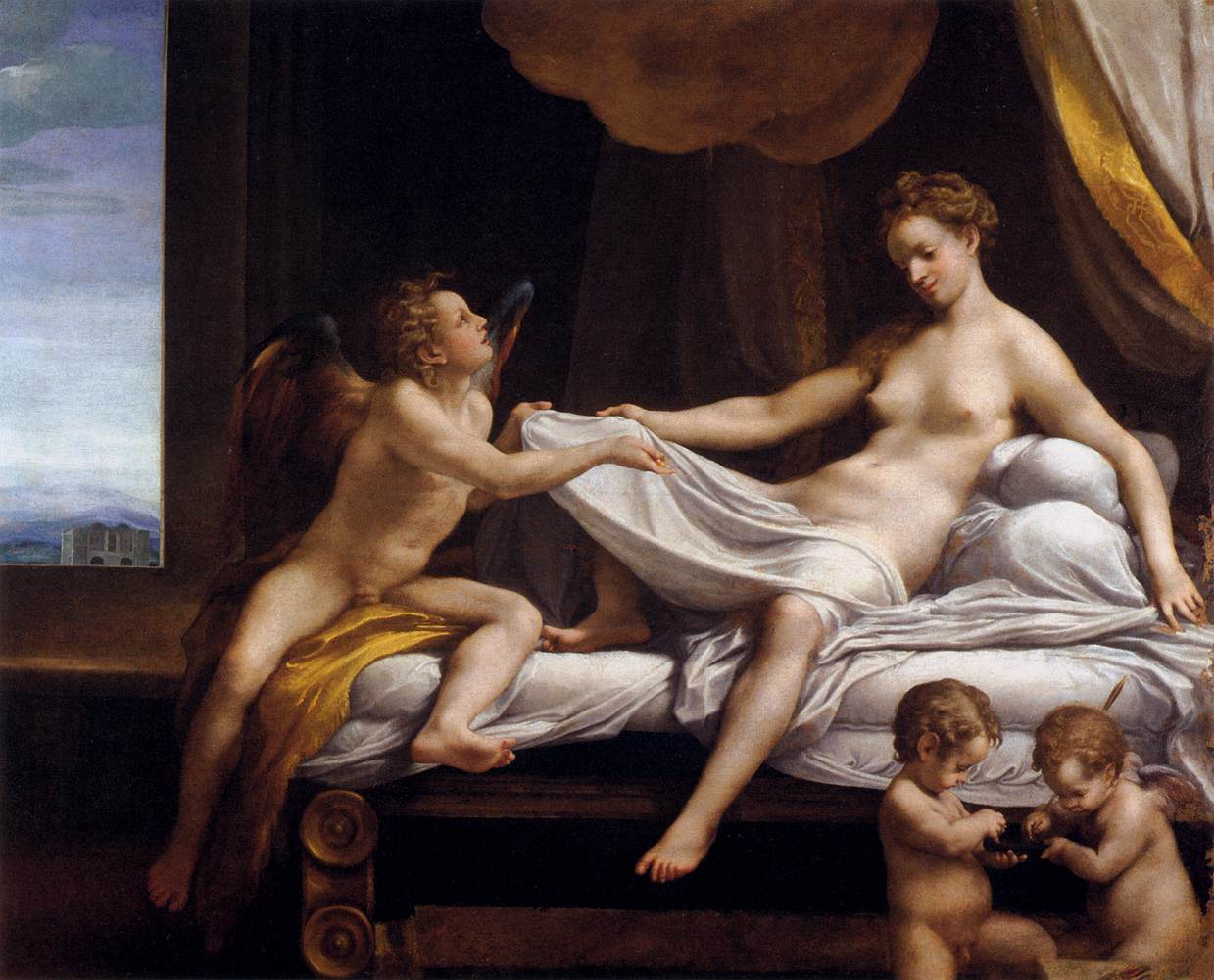
داناي بريشة أنطونيو دا كوريدجو، 1531 ، مثالًا مبكرًا على تصوير كيوبيد مع امرأة راقدًا على سرير الغرفة. ومع ذلك، في هذه اللوحة، الأنثى هي فانية، على الرغم من أن كوريدجوما زال يفضل تصوير شخصية من الأساطير

على النقيض من ذلك ، غالبًا ما كان الفن الفرنسي في تلك الفترة يصور النساء بخطوط العنق المنخفضة والكورسيهات النحيلة ؛  ومع ذلك ، فإن تشويه العائلة المالكة الفرنسية لتصوير أنطونيو دا كوريدجو لـ ليدا والبجعة وتدميرهم الواضح لأعمال ليوناردو دافنشي وأعمال مايكل أنجلو التي تناولتنفس الموضوع تبين أن العري يمكن أن يكون مثيرًا للجدل في فرنسا أيضًا. في شمال أوروبا، كان يُنظر إلى تصوير العراة الرايات ببراعة على أنه مقبول. ومن الأمثلة على ذلك لوحة روبنز مينيرفا فيكتريكس ، من 1622 إلى 1625 ، والذي يُظهر ماري دي ميديشي مع صدر مكشوف ، ولوحة أنتوني فان ديك عام 1620 ، دوق ودوقة باكنغهام في دور فينوس وأدونيس.
في الفن الإسباني في القرن السابع عشر، حتى في تصوير العرافات والحوريات والإلهات ، كان الشكل الأنثوي دائمًا مغطى بشكل عفيف. لا توجد لوحة من 1630 أو 1640 ، سواء في النوع أو الصورة أو شكل التاريخ ، تظهر أنثى إسبانية مع ثدييها مكشوفين ؛ حتى الأذرع المكشوفة نادرًا ما يتم عرضها. في عام 1997 ، اقترح مؤرخ الفن بيتر شيري أن فيلاسكيز سعى للتغلب على المتطلبات المعاصرة والقيود من خلال تصوير فينوس من الخلف. حتى في منتصف القرن الثامن عشر، لاحظ فنان إنكليزي والذي كان قد رسم رسمًا لفينوس عندما كانت في مجموعة «دوقات ألبا» أنه «لم يتم قطع الاتصال بسبب الموضوع».
أظهر موريت (كان مسافرًا إنجليزيًا وسياسيًا وعالمًا كلاسيكيًا.) موقفًا آخر من هذه القضية ، حيث كتب إلى السير والتر سكوت عن «رسمه الجميل لظهر فينوس»، والذي علقه فوق موقد النار الرئيسي ، حتى «يمكن للوحة أن تجذب أعين السيدات».

## الأصل
تم اعتبار فينوس أمام المرآة لفترة طويلة أحد أعمال فيلاسكيز النهائية. في عام 1951 ، تم العثور عليها مسجلة في قائمة جرد بتاريخ 1 يونيو 1651 من مجموعة جاسبار مينديز دي هارو ،  وهو زميل مقرب من فيليب الرابع ملك إسبانيا. كان هارو هو ابن شقيق راعي فيلاسكيز الأول ، وكان شخصًا متحررًا سيئ السمعة. وفقًا لمؤرخ الفن داوسون كار ، فإن هارو «أحب اللوحات بقدر ما أحب النساء تقريبًا»،  و «حتى المقربون منه كانوا يأسفون على ذوقه المفرط لنساء الطبقة الدنيا خلال شبابه». لهذه الأسباب بدا من المحتمل أنه كان سيطلب اللوحة. ومع ذلك ، في عام 2001 ، اكتشف مؤرخ الفن أنجيل أتريدو أن اللوحة كانت في البداية ملكًا لتاجر الفن والرسام في مدريد دومينغو جويرا كورونيل ، وتم بيعها إلى هارو في عام 1652 بعد وفاة كورونيل في العام السابق. ولكن تثير ملكية كورونيل للوحة عددًا من الأسئلة: مثلاً كيف ومتى وصلت إلى حيازة كورونيل ، ولماذا تم حذف اسم فيلاسكيز من مخزون كورونيل . وقد اقترح الناقد الفني خافيير بورتيوس أن هذا الحذف ربما كان بسبب تصوير اللوحة لإمرأة عارية ، «نوع من العمل تم الإشراف عليه بعناية واعتبر نشره مشكلة».

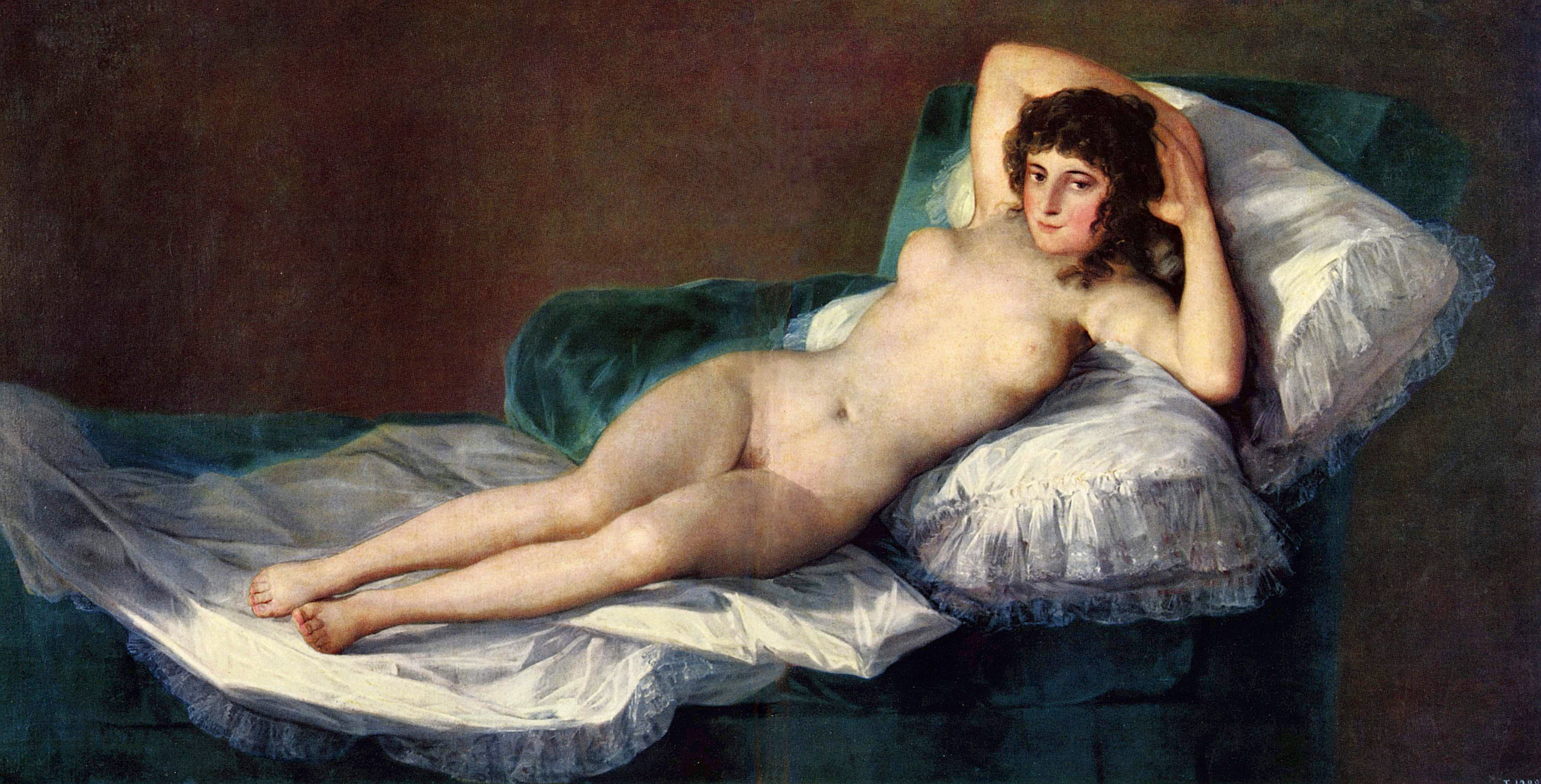
فرانسيسكو دي جويا ، الماجا العارية 1797-1800. في عام 1815 ، اتهمت محكمة التفتيش الإسبانية غويا بالعمل ، لكنه احتفظ بلقبه كرسام محكمة.

هذه الاكتشافات تجعل من الصعبة تأريخ أللوحة. كذلك لا تقدم تقنية رسم فيلاسكيز أي مساعدة ، على الرغم من تركيزها القوي على اللون والنغمة تشير إلى أن العمل يعود إلى فترة نضجه. تشير أفضل التقديرات لأصله إلى اكتماله في أواخر الأربعينيات أو أوائل الخمسينيات من القرن السادس عشر، إما في إسبانيا أو خلال آخر زيارة قام بها فيلاسكيز إلى إيطاليا. إذا كان هذا هو الحال ، فيمكن رؤية اتساع التعامل وانحلال الشكل كعلامة على بداية الفترة النهائية للفنان. تم استبدال النمذجة الواعية والتناقضات اللونية القوية لأعماله السابقة بضبط النفس والبراعة التي ستبلغ ذروتها في تحفته الفنية المتأخرة ، لاس مينيناس.

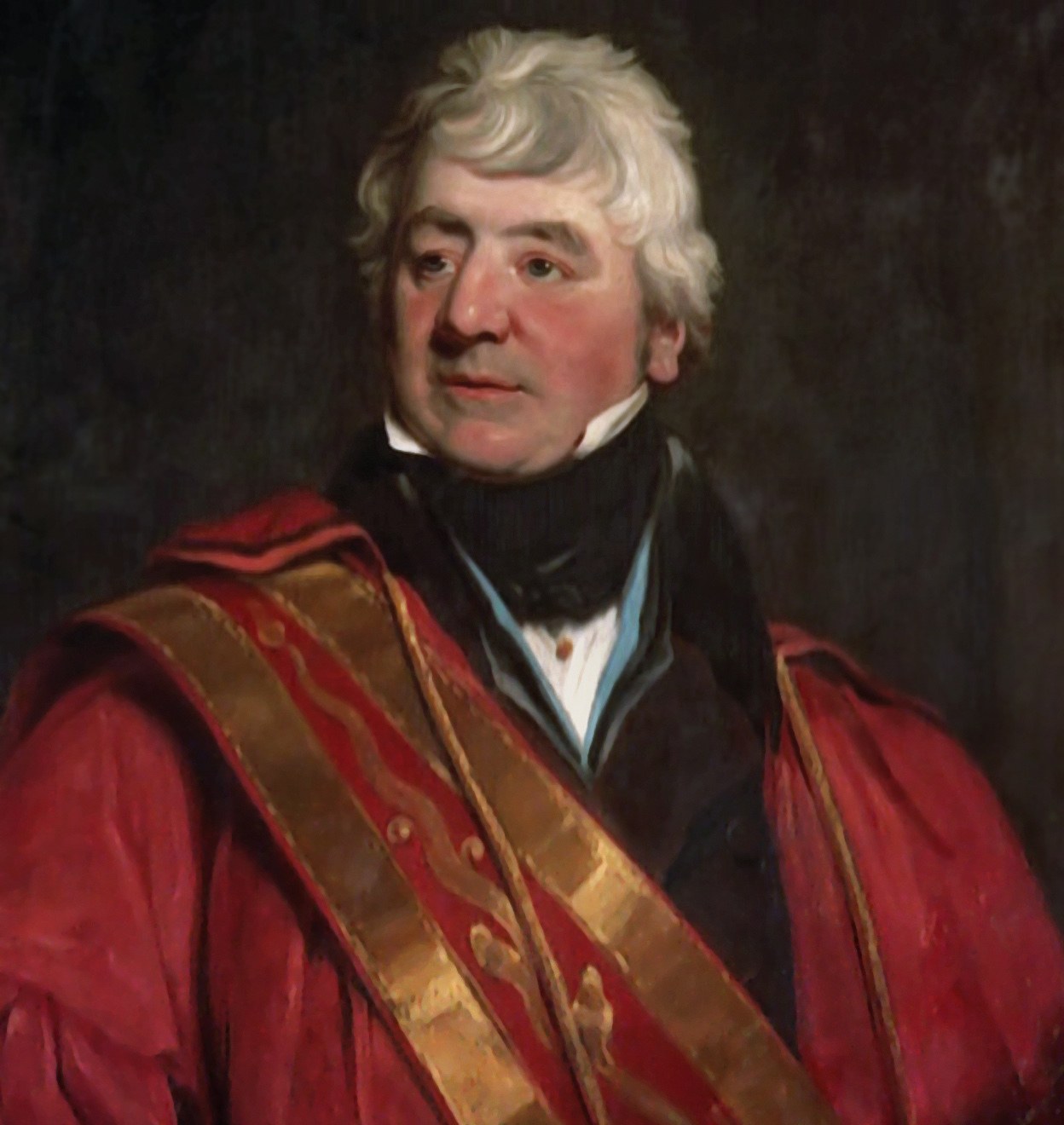
بورترية لجون بيكون موريت (كان مسافرًا إنجليزيًا وسياسيًا وعالمًا كلاسيكيًا)

انتقلت اللوحة من هارو إلى مجموعة ابنته كاتالينا دي هارو وغوزمان ، مسيرة كاربيو الثامنة ، وزوجها فرانسيسكو ألفاريز دي توليدو ، دوق ألبا العاشر. في عام 1802 ، أمر تشارلز الرابع ملك إسبانيا العائلة ببيع اللوحة (مع أعمال أخرى) إلى مانويل دي جودوي ، وزيره المفضل ورئيس الوزراء. لقد علقها جنبًا إلى جنب مع اثنين من روائع الفنان فرانسيسكو غويا الذي ربما يكون قد كلف نفسه ، الماجا العارية والماجا المحتشمة. تحمل هذه التشابهات التركيبية الواضحة مع فينوس أمام المرآة ، على الرغم من أنه على عكس فيلاسكيز، رسم غويا بوضوح صورته عارية في محاولة محسوبة لإثارة الخزي والاشمئزاز في المناخ غير المستنير نسبيًا لإسبانيا في القرن الثامن عشر.
تم إحضار فينوس أمام المرآة إلى إنجلترا في عام 1813 ، حيث اشتراها جون موريت (كان مسافرًا إنجليزيًا وسياسيًا وعالمًا كلاسيكيًا)  مقابل 500 جنيه إسترليني (33 ألف جنيه إسترليني في عام 2021)، وبناءً على نصيحة صديقه السير توماس لورانس. علقها موريت في منزله في حديقة روكبي ، يوركشاير - ومن هنا اتى الاسم الشائع للوحة. في عام 1906 ، تم الحصول على اللوحة للمعرض الوطني من قبل الصندوق الوطني للمجموعات الفنية الذي تم إنشاؤه حديثًا ، وهو أول انتصار في حملته. أعجب الملك إدوارد السابع باللوحة بشدة ، وقدم بشكل مجهول 8000 جنيه إسترليني (870.000 جنيه إسترليني في عام 2021) لشرائها ،  وأصبح هوَ راعي الصندوق بعد ذلك.

## الميراث

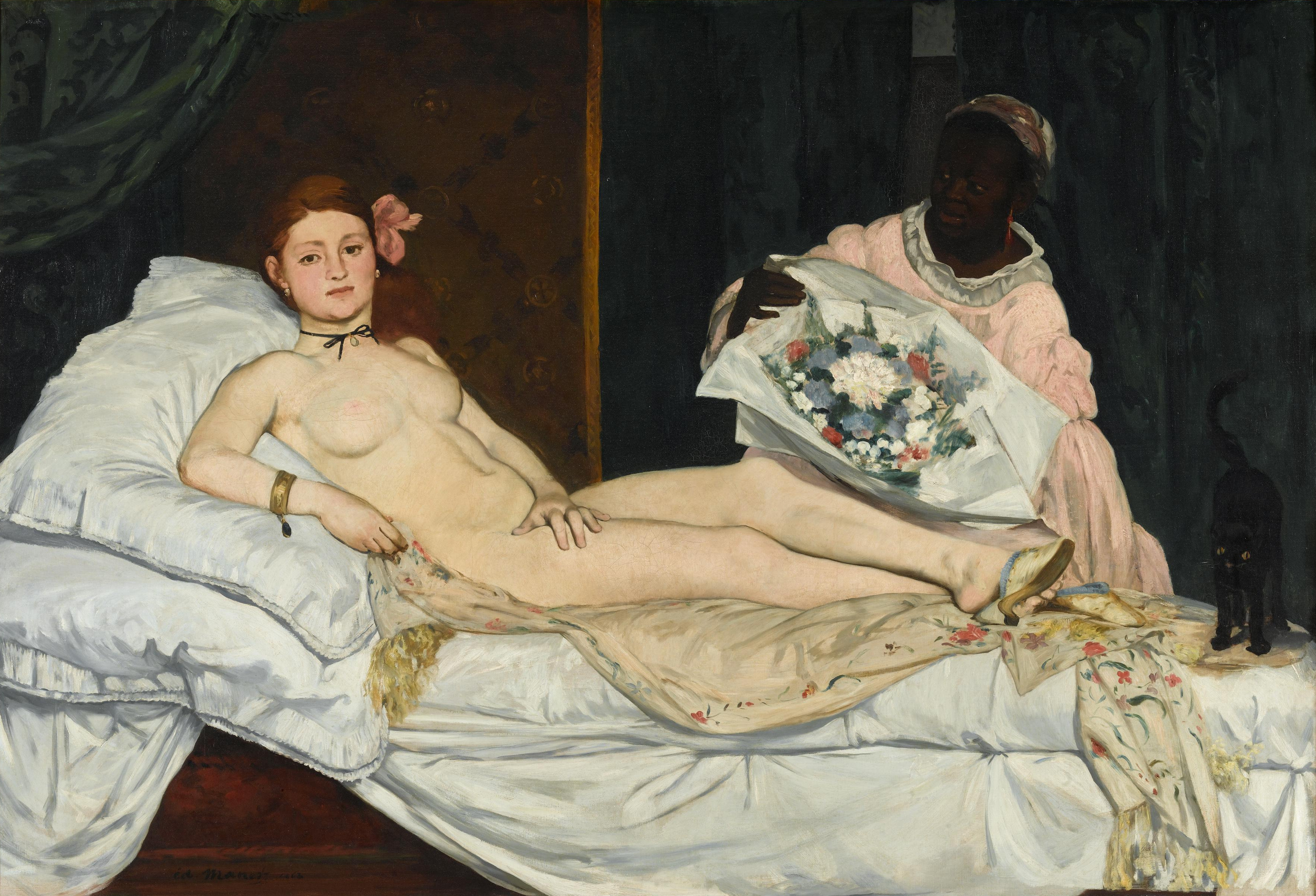
أولمبيا بريشة إدوارد مانيه ، 1863. تأثر مانيه بشكل كبير بلوحات فيلاسكيز ، وفي أولمبيا ، يظهر نوع من إعادة الصياغة للإثارة الجنسية وجرأة الموضوع بوضوح إرث فينوس أمام المرآة.

جزئيًا لأنه تم تجاهله حتى منتصف القرن التاسع عشر، لم يجد فيلاسكيز أتباعًا ولم يتم تقليده على نطاق واسع. على وجه الخصوص ، لم يتم تطوير ابتكاراته البصرية والهيكلية في تصوير فينوس هذا من قبل فنانين آخرين حتى وقت قريب ، ويرجع ذلك إلى حد كبير إلى الرقابة على العمل. ظلت اللوحة في سلسلة من الغرف الخاصة في مجموعات خاصة حتى عُرضت على الملاً في عام 1857 في معرض كنوز الفنون في مانشستر، جنبًا إلى جنب مع 25 لوحة أخرى يُزعم على الأقل أنها من تصميم فيلاسكيز؛ لا يبدو أنه قد تم نسخها من قبل فنانين آخرين ، أو نقشها أو إعادة إنتاجها ، حتى هذه الفترة. في عام 1890 تم عرضه في الأكاديمية الملكية في لندن، وفي عام 1905 في السادة Agnews ، التجار الذين اشترو أللوحة من موريت. من عام 1906 كانت اللوحة مرئيًا بشكل كبير في المعرض الوطني وأصبحت معروفًا عالميًا من خلال النسخ. لذلك تأخر التأثير العام للرسم لفترة طويلة ، على الرغم من أن الفنانين الأفراد كانوا قادرين على رؤيتها في بعض الأحيان طوال تاريخها.

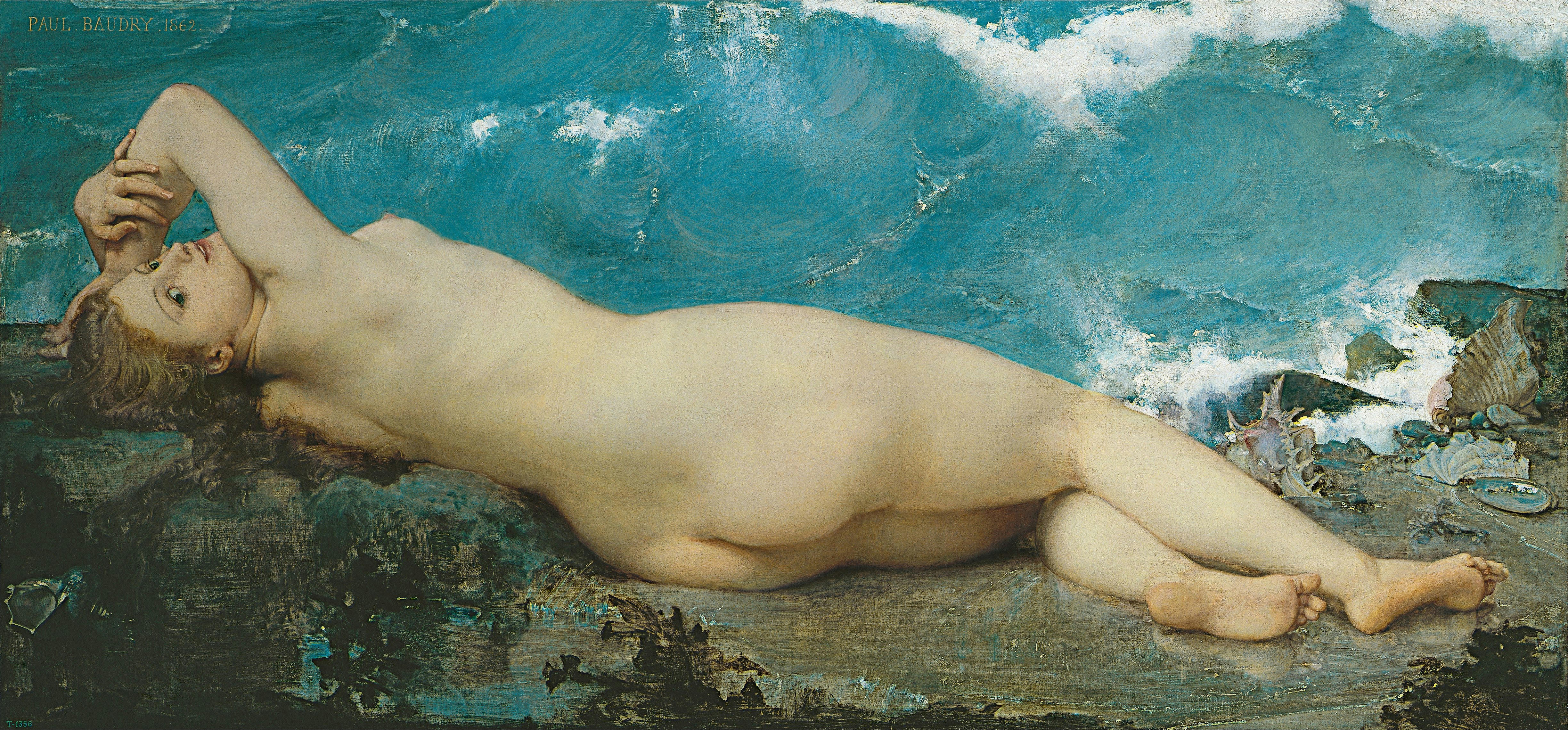
الموجة واللؤلؤة بريشة بول جاك بودري ، 1862.

تمثل صورة فيلاسكيز مرحلة خاصة من الحميمية وخروجًا دراماتيكيًا عن الصور الكلاسيكية للنوم والحميمية الموجودة في أعمال من العصور القديمة وفن البندقية التي تصور فينوس. ومع ذلك ، فإن البساطة التي يعرض بها فيلاسكيز الأنثى عارية - بدون مجوهرات أو أي من الإكسسوارات المعتادة للإلهة - تردد صدى في دراسات لاحقة للعراة قام بها إنجرس، ومانيه، وبودري. من بين آخرين. بالإضافة إلى ذلك ، كان تصوير فيلاسكيز لفينوس على أنها عارية مستلقيه يُنظر إليها من الخلف أمرًا نادرًا قبل ذلك الوقت ، على الرغم من أن الوضع قد تم رسمه من قبل العديد من الفنانين اللاحقين. والذي اعاده مانيه، في تصويره الأنثوي الصارخ في لوحته أولمبيا، صياغة فينوس أمام المرآة في هذا الوضع والأقتراح بانها شخصية امرأة حقيقية بدلاً من إلهة أثيري. صدمت لوحة أولمبيا عالم الفن الباريسي عندما عُرض لأول مرة عام 1863.

## عملية التخريب، 1914
في 10 مارس 1914 ، دخلت ماري ريتشاردسون (ناشطة لحق تصويت المرأة) في المعرض الوطني وهاجمت لوحة فينوس أمام المرآة بساطور لحم. كان استفزاز عملها ظاهريًا من خلال اعتقال زميلتها إيميلين بانكهورست في اليوم السابق ،  على الرغم من وجود تحذيرات سابقة من هجوم مخطط لحق المرأة في الاقتراع على المجموعة. تركت ريتشاردسون سبع ضربات مائلة على اللوحة ، مما تسبب في تلف المنطقة بين كتفي فينوس. ومع ذلك ، تم إصلاحها جميعًا بنجاح من قبل كبير ترميم المعرض الوطني هيلموت روهمان.

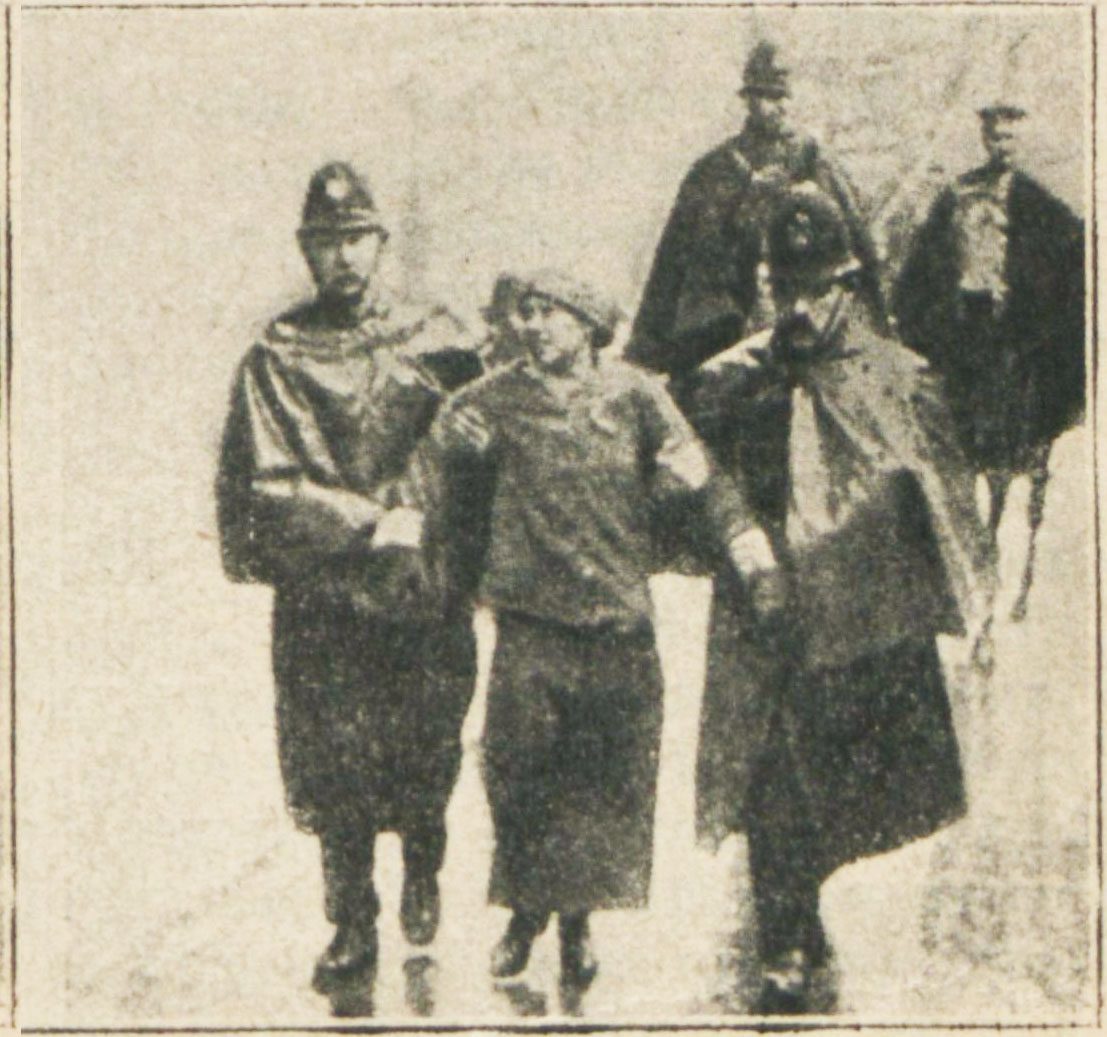
اعتقال ماري ريتشاردسون بعد الهجوم.

حكم على ريتشاردسون بالسجن ستة أشهر ، وهو الحد الأقصى المسموح به لتدمير عمل فني. في تصريح للاتحاد النسائي الاجتماعي والسياسي بعد ذلك بوقت قصير ، أوضحت ريتشاردسون، «لقد حاولت تدمير صورة أجمل امرأة في التاريخ الأسطوري احتجاجًا على الحكومة لتدميرها السيدة بانكهورست ، التي هي أجمل شخصية. في التاريخ الحديث». وأضافت في مقابلة عام 1952 أنها لا تحب«الطريقة التي كان الرجال يتفقدون بها أللوحة طوال اليوم».
لاحظت الكاتبة النسوية ليندا نيد ، «لقد أصبحت الحادثة ترمز إلى تصور معين للمواقف النسوية تجاه المرأة العارية ؛ بمعنى أنها أصبحت تمثل صورة نمطية محددة للنسوية بشكل عام.»  تكشف الحادثة أن الصورة لم يُنظر إليها على نطاق واسع على أنها مجرد عمل فني. مال الصحفيون إلى تقييم الهجوم من حيث القتل (كانت ماري ريتشاردسون تلقب بـ «سلاشر ماري»)، واستخدموا كلمات تستحضر الجروح التي لحقت بجسد الأنثى في اللوحة ، بدلاً من تصوير الجسد الأنثوي. ووصفت التايمز «الجرح القاسي في الرقبة»، وكذلك شقوق في الكتفين والظهر لفينوس بصورة مفصلة.